# Maurílio Biagi Filho
Maurílio Biagi Filho ComRB (Ribeirão Preto, 2 de março de 1942) é um empresário brasileiro do setor sucroalcooleiro.

## Carreira
Iniciou sua carreira em 1956, como estagiário na Usina Santa Elisa, passando por todos os cargos até a posição de diretor executivo. Durante seu tempo, a Santa Elisa cresceu significativamente, saltando de uma moagem de 118.149 toneladas de cana por safra para o recorde de 7.011.577 toneladas de cana por safra quando em 1998 atingiu a primeira posição no ranking setorial.
Além de ter sido o controlador da usina Santa Elisa até 2012, o Grupo Biagi detinha o controle das indústrias Zanini e Sermatech, fornecedoras de equipamentos para as áreas de produção de açúcar e etanol e geração de energia. Foi proprietário das Bebidas Ipiranga fabricante e distribuidora da Coca-Cola, com fábricas em Riberão Preto, Araraquara, Franca, Mococa e São João da Boas Vista, vendida em 2013.
Atuou também na área de plantio de laranjas e produção de sucos e também foi pioneiro no Brasil, em adubos granulados e na inseminação artificial de gado.
Esteve a frente como presidente do conselho da Usina Moema Açúcar e Álcool, diretor executivo da Maubisa Consultoria, diretor da Usina Uroeste, presidente do Comitê de Agroenergia e de Biocombustíveis da Sociedade Rural Brasileira e presidente da Agrishow.

## Serviço público
Maurílio contribui com sua experiência para elaboração de políticas públicas de investimentos em energia através do Conselho de Desenvolvimento Econômico e Social da Presidência da República, o CDES. Como conselheiro atua em importantes instituições: na Associação Brasileira da Infraestrutura e Indústrias de Base (ABDIB), na Câmara Americana de Comércio (AMCHAM) e na União da Indústria de Cana-de-Açúcar (UNICA).
Foi agraciado com a comenda da Ordem do Mérito Anhanguera do Governo do Estado de Goiás em 2017.